# خوسيه ميغيل أنتونيز
خوسيه ميغيل أنتونيز (بالإسبانية: José Miguel Antúnez)‏ هو لاعب كرة سلة إسباني معتزل. مثل منتخب إسبانيا لكرة السلة في 45 مباراة. لعب مع فرق سي بي إستوديانتس، ريال مدريد بالونكيستو، إس تي بي لو هافر وبالونكيستو فوينلابرادا. فاز بالدوري الإسباني لكرة السلة مرتين.

## روابط خارجية
- خوسيه ميغيل أنتونيز على موقع الاتحاد الدولي لكرة السلة (الإنجليزية)
- خوسيه ميغيل أنتونيز على موقع الدوري الإسباني لكرة السلة (الإسبانية)
- خوسيه ميغيل أنتونيز على موقع كرة السلة الأوروبية.كوم (الإنجليزية)
- خوسيه ميغيل أنتونيز على موقع ريلجم (الإنجليزية)
- خوسيه ميغيل أنتونيز على موقع بروبوليرز (الإنجليزية)
- خوسيه ميغيل أنتونيز على موقع سبورتس رفرنس (الإنجليزية)